# Habrobracon bicolor
Habrobracon bicolor är en stekelart som beskrevs av Haider, Ahmad, Pandey och Shuja-uddin 2004. Habrobracon bicolor ingår i släktet Habrobracon och familjen bracksteklar. Inga underarter finns listade i Catalogue of Life.